# Gabi Calleja
Gabi Calleja est une militante maltaise qui agit  pour les droits des homosexuels.

## Biographie
Gabi Calleja, fait ses études à l'université de Malte, où elle obtient une maîtrise en études de la jeunesse et des communautés. Elle est la directrice du Mouvement des droits des homosexuels de Malte. Elle est également la co-présidente du conseil exécutif de l'International Lesbian and Gay Association pour l'Europe, un groupe de défense des lesbiennes et gays.
Outre son action pour les homosexuels, elle est également cadre supérieure dans le secteur public à Malte où elle agit dans les domaines de l'enseignement, la prévention de la toxicomanie, la formation, le développement communautaire, la collecte de fonds et la gestion de projets. 
En 2012, elle obtient le prix international Femme de courage pour son travail en tant que défenseuse des droits de l'homme, en particulier ceux des personnes lesbiennes, gays, bisexuelles et transgenres.